# Клюев, Денис Викторович
Дени́с Ви́кторович Клю́ев (род. 7 сентября 1973, Москва) — советский и российский футболист, полузащитник; тренер.

## Биография
Воспитанник московской СДЮШОР «Торпедо». Сначала выступал за московский «Асмарал», в 1994 году играл за московское «Динамо». В конце 1994 года его купил голландский «Фейеноорд». При этом оказалось, что покупку совершил президент клуба без ведома тренера команды Вима ван Ханегема. Позже в команду пришёл новый тренер — Ари Хаан, но и при нём у Клюева было мало игр за основу «Фейенорда». В середине 1996 года был отдан в аренду в «Льерс». Сезон 1996/97 оказался самым успешным для него — вместе с командой он стал чемпионом Бельгии. В июне 1997 года заключил 4-летний контракт с «Шальке 04». В 1999 году вернулся в Россию.
В 1995 году сыграл 2 матча за молодёжную сборную России.
Сыграл 2 матча за олимпийскую сборную России
С августа 2013 по май 2017 года возглавлял молодёжную команду московского «Локомотива». С 25 мая 2017 в течение двух сезонов возглавлял фарм-клуб «Локомотива» «Казанку».
В июле 2020 года возглавил «Урал-2».
В сентябре 2023 года покинул «Урал» и перешёл на работу помощником главного тренера основного состава клуба «Сочи». 3 декабря, после ухода Александра Точилина, назначен исполняющим обязанности главного тренера «Сочи».
18 апреля 2024 года возглавил «Волгарь». В сезоне 2024/25 команда под руководством Клюева боролась за выход в Первую лигу. С 29 июля 2025 года — вновь главный тренер «Урала-2».

## Достижения

### Игрока
- Чемпион Бельгии: 1996/97
- Обладатель Кубка России: 1994/95, 2003/04
- Победитель первого дивизиона первенства России 2004
- Победитель второго дивизиона первенства России 2008
- Лучший полузащитник зоны «Запад»: 2008

### Тренера
- Победитель молодёжного первенства России: 2015/16
- Серебряный призёр Первенства ПФЛ (группа «Запад»): 2018/19
- Бронзовый призёр Первенства ПФЛ (группа «Запад»): 2017/18